# Gresham (Nebraska)
Gresham – wieś w Stanach Zjednoczonych, w stanie Nebraska, w hrabstwie York.